# The Unbearable Lightness of Being
The Unbearable Lightness of Being is een Amerikaanse film van Philip Kaufman die werd uitgebracht in 1988. De film is gebaseerd op de roman De ondraaglijke lichtheid van het bestaan van de Tsjechische schrijver Milan Kundera. 

## Verhaal
De film schetst het artistieke en intellectuele milieu van de Praagse Lente, waar de vrijdenkende hersenchirurg Tomas (Daniel Day-Lewis) een ménage à trois onderhoudt met zijn geliefde Tereza (Juliette Binoche) en zijn minnares Sabina (Lena Olin). De inval van het Warschaupact in Tsjechoslowakije in 1968 zet de levens van de hoofdrolspelers op zijn kop en dwingt hen tot het maken van politieke en morele keuzes. 

## Rolverdeling
| Acteur            | Personage                           |
| ----------------- | ----------------------------------- |
| Daniel Day-Lewis  | Tomas, chirurg                      |
| Juliette Binoche  | Tereza                              |
| Lena Olin         | Sabina                              |
| Derek de Lint     | Franz                               |
| Erland Josephson  | de (ex-)ambassadeur                 |
| Daniel Olbrychski | de ambtenaar van Binnenlandse Zaken |
| Stellan Skarsgård | de ingenieur                        |
| Donald Moffat     | het hoofd van de dienst chirurgie   |
| Pavel Landovský   | Jiri                                |